# Futanari
Futanari (ふたなり futanari, at være af to slags) er det japanske ord for hermafrodisme, som også bruges i bredere forstand for androgynitet.
Udenfor Japan benyttes udtrykket til at beskrive en almindelig pornografisk genre af eroge, manga og anime, der indeholder figurer, der har begge former for kønskarakteristika. I dagens sprog refererer det næsten udelukkende til personer, der har en overordnet feminin krop, men har både kvindelige og mandlige kønsorganer (selvom testikler ikke altid er til stede). I så fald forkortes udtrykket også som futa(s), som også lejlighedsvis også bruges som en generel betegnelse for værkerne selv.

## Historie
Ligesom i mange andre kulturer opstod der også diverse fantasier vedrørende kønskarakteristika i den japanske folketro. I traditionelle sangstykker findes der tegn på, at et skift af køn ikke var udelukket.:78-79  Tilsvarende benyttedes køn repræsentativt ved tilbedelse af ånder, dousojin, hvis køn ikke altid var klart. Det er muligt at dette går tilbage til begyndelsen på Buddhismen, eftersom ånderne ikke nødvendigvis havde et fast eller definerbart køn.
På samme måde spredtes troen på, at nogle folk kunne skifte køn afhængig af månens faser. Begrebet halvmåne (半月 hangetsu) blev skabt for at beskrive sådanne personer.:79  Det antages at traditionelt japansk tøj, der gjorde det sværere at skelne mænd fra kvinder end i andre kulturer, kan have haft en indflydelse på denne udvikling.:80  For at forhindre kvinder i at komme ind på forbudte områder og fra at smugle ting skjult i tøjet fik vagter til opgave at gennemføre kropsvisiteringer. Af historiske optegnelser fremgår det, at vagterne ofte gjorde grin med opgaven, hvilket resulterede i flere historier og endda digte.:80  Om anatomiske afvigelser som forstørrelse af klitoris eller usædvanlig fysisk udvikling førte til disse antagelser er et åbent spørgsmål.
Indtil 1644, hvor onnagata-skuespillere, fik krav om at have mandlig frisure uanset hvilket køn de spillede, benyttede skuespillere, der spillede figurer som kvindelige krigere, sig af interessen for futanari, der var udbredt i både samurai-klassen og blandt almindelige borgere.

## Anime og manga
Oprindeligt blev ordet futanari brugt på japansk om en hvilken som helst virkelig eller fiktiv person, der havde måde maskuline og feminine træk. Det ændrede sig i 1990'erne da tegnede futanari-figurer blev mere populært i anime og manga. I dag bruges begrebet hovedsageligt om fiktive kvindeligt udseende hermafroditter. Desuden bruges futanari om en bestemt genre indenfor hentai (pornografiske anime og manga) med sådanne figurer.
I anime og manga rettet mod et brede publikum har historier med skift af køn eller crossdressing altid været populære. Det gælder for eksempel populære serier som Ranma ½, Kämpfer og Futaba-Kun Change!, hvor de respektive mandlige hovedpersoner jævnligt skifter køn.